# Grodno (Starý zámek)
Grodenský Starý zámek (popř. Starý hrad, bělorusky Стары́ за́мак у Гро́дне, polsky Stary Zamek w Grodnie, litevsky Gardino Senoji pilis) je hrad ve stejnojmenném městě v Bělorusku.

## Historie
Původní dřevěný hrad vznikl již v 11. století jako sídlo vládců Černé Rusi. Na konci 14. století byl knížetem Vitoldem hrad přestavěn na sídlo z kamene a cihel. Roku 1492 na hradě zemřel polský král Kazimír IV. Za Štěpána Bathoryho byl hrad renesančně přestavěn. Hrad sloužil jako rezidence až do 18. století, kdy nechal August III. v letech 1737–1742 postavit Nový zámek. Hrad posléze sloužil jako kasárna a později jako muzeum. Roku 2017 byla zahájena rekonstrukce hradu, která mu měla vrátit jeho podobu z 16. století. Během rekonstrukce však došlo k demolici některých historických konstrukcí.

## Galerie
- Hrad v 16. století
- Hrad před rekonstrukcí
- Starý zámek (hrad) a Nový zámek v Grodně